# Pseudonaja modesta
Pseudonaja modesta, im Englischen als Ringed Brown Snake bezeichnet, ist eine Schlangenart aus der Familie der Giftnattern (Elapidae) und zählt zur Gattung der Braunschlangen (Pseudonaja). Es sind keine Unterarten bekannt.

## Merkmale
Pseudonaja modesta erreicht eine Gesamtlänge von 40 bis 60 cm. Der Körper ist schlank gebaut. Der Kopf ist relativ kurz und setzt sich kaum vom Hals ab. Die Augen sind verhältnismäßig groß und besitzen eine bei Lichteinfall runde Pupille. Der Körper besitzt eine olivfarbene, hellbraune oder rotbraune Grundfärbung. Die Körperschuppen sind glatt und nicht gekielt. Entlang des Rückens zeichnen sich vier bis zwölf schwarze Querbänder ab, welche weit auseinander liegen. Die Flecken erstrecken sich in der Breite über ein bis fünf Schuppen. Bei älteren Exemplaren können die Querbinden ausgebleicht oder gar nicht mehr vorhanden sein. Die Spitze des Kopfes, vordere Kopfoberseite und der Nacken sind dunkelgrau bis schwarz gefärbt. Das innere des Mauls ist schwarz.
Der Giftapparat besteht, wie für Giftnattern typisch, aus seitlich des Schädels befindlichen Giftdrüsen (spezialisierte Speicheldrüsen) und im vorderen Oberkiefer befindlichen, unbeweglichen Fangzähnen (proteroglyphe Zahnstellung).

## Synonyme
Die wichtigsten Synonyme sind:
- Cacophis modesta Günther 1872
- Furina ramsayi Macleay 1885
- Brachysoma sutherlandi De Vis 1884
- Diemenia modesta Sternfeld 1925
- Demansia modesta Loveridge 1934
- Notopseudonaja modesta Wells 2002
- Notopseudonaja ramsayi Wells 2002
- Notopseudonaja sutherlandi

## Verbreitung
Das Verbreitungsgebiet umfasst innerhalb Australiens Areale in New South Wales, Northern Territory, Queensland, South Australia und Western Australia. Die besiedelten Lebensräume werden von Busch- und Grasland, Spinifex-bestandenen Gebieten und landwirtschaftlichen Flächen dargestellt. Im Verbreitungsgebiet herrscht semiarides bis arides Klima. Pseudonaja modesta gilt in ihrem Bestand als stabil und nicht gefährdet.

## Lebensweise
Pseudonaja modesta führt eine tagaktive und weitgehend bodenbewohnende Lebensweise. In der Tageshitze, insbesondere in den nördlichen Gegenden des Verbreitungsgebiets, verlegt sie ihre Aktivitätsphase auch in die Dämmerung und Nacht. Als Verstecke dienen Tierbauten, Holz und ähnliches. Zum Beutespektrum zählen in erster Linie kleine Reptilien (Geckos, Skinke). Die Fortpflanzung erfolgt durch Oviparie, also eierlegend. Das Gelege umfasst bis zu 11 Eier.

## Schlangengift
Das Giftsekret von Pseudonaja modesta enthält vermutlich Neurotoxine und Substanzen mit Einfluss auf die Hämostase (Prokoagulantien). Im Gegensatz zu einigen anderen Pseudonaja-Arten gilt der Giftbiss für den Menschen als medizinisch zumeist nicht signifikant. Klinisch ist nach Giftbiss auf Koagulopathie und Nierenschädigung zu achten. Im Falle starker Beschwerden stehen Antivenine zur Verfügung ('Polyvalent Snake Antivenom (Australia – New Guinea)' und 'Brown Snake Antivenom' des Herstellers CSL Limited).